# Matthew Dinham
Matthew Dinham (né le 9 avril 2000 à Sydney) est un coureur cycliste australien.

## Biographie
Matthew Dinham pratique le cyclisme depuis l'âge de quatre ans. Jusqu'en 2019, il se consacre uniquement aux courses de VTT. Dans cette discipline, il est notamment champion d'Australie et d'Océanie chez les juniors et espoirs, ou encore septième du championnat du monde juniors en 2017 à Cairns. 
En 2020, il rejoint l'équipe BridgeLane. L'année suivante, il se distingue en terminant douzième du Tour de l'Avenir, avec la sélection nationale australienne. Il se classe également huitième du Tour de Bretagne et du Lillehammer GP. 

## Palmarès sur route

### Par année
- 2021
  - 2e étape du Cycle Sunshine Coast
  - 3e du Cycle Sunshine Coast
- 2022
  - La Maurienne Classic
  - 2e étape du Cycle Sunshine Coast (contre-la-montre par équipes)
  - 2e du championnat d'Australie du contre-la-montre espoirs
  - 2e du championnat d'Australie sur route espoirs
  - 2e du Santos Festival of Cycling
  -  Médaillé de bronze du championnat d'Océanie sur route espoirs
  - 7e du championnat du monde sur route espoirs
- 2023
  - 7e du championnat du monde sur route

### Résultats sur les grands tours

#### Tour de France
1 participation
- 2023 : 58e

### Classements mondiaux
| Année                                 | 2019  | 2020 | 2021  | 2022 | 2023 |
| ------------------------------------- | ----- | ---- | ----- | ---- | ---- |
| Classement mondial                    | 1395e | nc   | 1969e | 276e | 199e |
| UCI Oceania Tour                      | 73e   | nc   | 68e   | 21e  | 13e  |
|                                       |       |      |       |      |      |
| Légende : nc = non classéSource : UCI |       |      |       |      |      |

## Palmarès en VTT

### Championnats d'Océanie
- Toowoomba 2017
  -  Médaillé d'argent du cross-country juniors
- Dunedin 2018
  -  Médaillé d'argent du cross-country juniors
- Bright 2019
  -  Champion d'Océanie de cross-country espoirs
- Dunedin 2020
  -  Médaillé de bronze du cross-country espoirs

### Championnats nationaux
- 2018
  - 2e du championnat d'Australie de cross-country juniors
  - 3e du championnat d'Australie de cross-country eliminator
- 2019
  -  Champion d'Australie de cross-country espoirs
- 2020
  - 3e du championnat d'Australie de cross-country espoirs
- 2021
  - 2e du championnat d'Australie de cross-country espoirs
- 2022
  -  Champion d'Australie de cross-country
  - 2e du championnat d'Australie de cross-country short track